# Georgi Iliev
Georgi Iliev (en bulgare : Георги Илиев), né le 5 septembre 1981 à Varna en Bulgarie, est un footballeur international bulgare, qui évoluait au poste de milieu droit.

## Biographie

### Carrière en club
Georgi Iliev dispute deux matchs en Ligue des champions, et 18 matchs en Ligue Europa, pour deux buts inscrits,.

### Carrière internationale
Georgi Iliev compte 24 sélections et 2 buts avec l'équipe de Bulgarie entre 2004 et 2014.
Il est convoqué pour la première fois en équipe de Bulgarie par le sélectionneur national Hristo Stoitchkov, pour un match amical contre l'Égypte le 29 novembre 2004 (1-1). 
Par la suite, le 7 septembre 2005, il inscrit son premier but en sélection contre l'Islande, lors d'un match des éliminatoires de la Coupe du monde 2006. Le match se solde par une victoire 3-2 des Bulgares.
Il reçoit sa dernière sélection le 16 novembre 2014 contre Malte (1-1).

## Palmarès
- Avec le Lokomotiv Plovdiv
  - Champion de Bulgarie en 2004
  - Vainqueur de la Supercoupe de Bulgarie en 2004

- Avec le CSKA Sofia
  - Champion de Bulgarie en 2008
  - Vainqueur de la Coupe de Bulgarie en 2006
  - Vainqueur de la Supercoupe de Bulgarie en 2006